# Oiva Lommi
Oiva Lommi, finski veslač, * 30. junij 1922, Vehkalahti, † 23. julij 2000, Kotka. 
Veikko je za Finsko nastopil na Poletnih olimpijskih igrah 1948 in na Poletnih olimpijskih igrah 1952.
Na igrah leta 1948 je nastopil v četvercu s krmarjem, ki je bil izločen v četrtfinalu. Na igrah leta 1952 pa je veslal v četvercu brez krmarja, ki je osvojil bronasto medaljo. 